# Крекінг-установка Європорт
Крекінг-установка Європорт – колишнє нафтохімічне виробництво в районі Роттердаму.
Після Другої світової війни на захід від Роттердаму почався розвиток потужного портово-промислового району Європорт (Europoort), витягнутого уздовж одного з рукавів дельти Рейну і Маасу – Схеру (утворюється злиттям Ауде-Маасу та Ньїве-Маасу). Тут зокрема знаходився нафтопереробний завод американської компанії Gulf Oil, який в 1970 році доповнили установкою парового крекінгу (піролізу) потужністю 300 тисяч тонн етилену на рік. Її продукцію на цьому ж майданчику використовували для продукування стиролу (мономер полістиролу) та кумолу (150 тисяч тонн на рік – необхідний для виробництва фенолу і ацетону) – ці продукти отримують шляхом реакції бензолу з, відповідно етиленом або пропіленом (ще один олефін, який продукують піролізні установки).
Крім того, для видачі продукції установку Gulf Oil з’єднали трубопроводом з розташованим дещо на схід Пернісом, від якого на південь до Амстердаму прямував етиленопровід компанії Dow Chemical (споруджений за кілька років до того для обслуговування піролізного виробництва у Пернісі).
У 1980-х через високі ціни на нафту, з якої на НПЗ продукували традиційну для європейських установок парового крекінгу сировину – газовий бензин, в Європі закрилось декілька таких виробництв. Серед них опинилась і у становка Gulf Oil. В 1982-му році майданчик НПЗ у Європорті продали близькосхідній Kuwait Petroleum, котра закрила розташовані тут нафтохімічні виробництва (можливо відзначити, що в 2016-му цей НПЗ опинився у компанії російського походження Gunvor).